# Associação Brasileira de Celulose e Papel
A Associação Brasileira de Celulose e Papel (Bracelpa) é a associação patronal que reúne as indústrias de papel e celulose é atualmente presidida por Elizabeth de Carvalhaes e tem como presidente do conselho Horácio Lafer Piva.